# Hullern
Hullern è uno dei distretti della città di Haltern am See, nella Renania Settentrionale-Vestfalia, in Germania.
Già comune autonomo, fu incorporato a Haltern am See il 1º gennaio 1975.